# Primeira Guerra Ilírica
A Primeira Guerra Ilírica foi um conflito armado travado entre 230 e 229 a.C. entre as forças da República Romana e os ilírios. Foi a primeira das Guerras Ilírias, um conjunto de conflitos que culminaria com a anexação da Ilíria à República Romana.

## Contexto
Nem mesmo a vitória na Primeira Guerra Púnica (241 a.C.) e a conquista da Sardenha e Córsega (238–237 a.C.) foram suficientes para tranquilizar as fronteiras romanas. Os piratas baseados na costa da Ilíria ainda agiam impunemente no Adriático e os romanos se convenceram da necessidade de uma intervenção militar. Com a hegemonia local assegurada, Roma precisava garantir a segurança de todos os mares que rodeavam a península Itálica e não podia mais ignorar a ameaça, especialmente às novas colônias de Arímino (fundada em 268 a.C.) e Brundísio (244 a.C.), que podiam se revoltar.
Em 230 a.C., o Senado Romano enviou uma embaixada à rainha dos ilírios, Teuta, mas um dos embaixadores, Lúcio Coruncânio, acabou morto, provavelmente por ordens dela, o que foi entendido como uma declaração de guerra.

## Guerra
Furiosos (e cientes do apoio popular), os senadores reagiram de forma bastante enérgica, enviando contra os ilírios os dois cônsules de 229 a.C., Lúcio Postúmio Albino e Cneu Fúlvio Centúmalo, o primeiro comandando a frota e o segundo, o exército. Os dois tinham à disposição um formidável exército: duzentos navios, 20 000 soldados e 2 000 cavaleiros.
Na primeira fase do conflito ocorreu a deserção do general grego Demétrio de Faro, que estava inicialmente a serviço de Teuto. Ele conquistou Corcira (moderna Corfù) e, terminado o conflito, foi premiado pelos romanos com o comando das ilhas da Dalmácia. Na segunda, os cônsules avançaram rapidamente conquistando Epidamno (Durrës), Issa e Apolônia e chegando muito perto de Escodra, aterrorizando todo o território de Teuta. Assustada com a velocidade do ataque dos romanos, a rainha acabou convencida a pedir a paz. Ao término do conflito, muitos territórios tornaram-se reinos ou tribos clientes dos romanos: Apolônia, Corcira, Epidamno, Issa, Orico, Dimale e a território entregue a Demétrio de Faro.

## Consequências

### Reações imediatas
Os ilírios receberam um tratamento muito severo depois da derrota. Teuta foi obrigada a deixar livre as cidades gregas e dálmatas liberadas pelos romanos, a pagar um tributo anual a Roma e a garantir que nenhum navio de guerra e no máximo dois navios comerciais fossem encontrados depois de Lisso (moderna Lezhe, entre Escodra e Epidamno).

### Impacto
Ao término deste conflito, Roma passou a se afirmar definitivamente como uma potência no Adriático, mas não anexou novos territórios. Entregou a Demétrio de Fato o governo das ilhas e da costa dálmata, uma decisão da qual se arrependeria, como demonstram os fatos que levaram à Segunda Guerra Ilírica, e transformou em cliente um reino antes considerado uma potência local.
Uma consequência indireta desta guerra foi a confirmação da amizade entre gregos e romanos. Roma ganhou grande simpatia entre as populações gregas da região que, por conta do crescente poderio romano, passaram a se considerar protegidas dos romanos. Por conta disto, os romanos foram convidados para os Jogos Ístmicos de 228 a.C., uma proposta defendida pela cidade de Corinto como uma demonstração de gratidão por Roma ter livrado o Adriático dos piratas. Finalmente, os atenienses aceitaram os romanos nos mistérios eleusinos, equiparando assim Roma não a uma cidade bárbara, mas a uma cidade grega.